# Franz Augsberger
Franz Xaver Josef Maria Augsberger (10 octobre 1905 - 19 mars 1945) est un commandant SS autrichien de haut rang pendant la Seconde Guerre mondiale. Il est tué au combat en mars 1945.

## Carrière
Né en Autriche en 1905, Franz Augsberger rejoint la Sturmabteilung (SA) et le parti nazi (NSDAP) en 1930. Il est chargé de la propagande du NSDAP jusqu'en juin 1933, date à laquelle le parti est déclaré illégal en Autriche. Augsberger déménage en Allemagne et rejoint la SS en 1932. Le 1er octobre 1934, Augsberger rejoint le SS-Verfügungstruppe et devient chef de peloton jusqu'au 18 mars 1935. Il fréquente ensuite la première classe de la SS-Führerschule "Braunschweig" (École des aspirants officiers) où ses cours commencent en avril 1935. Il reçoit également le grade de SS-Hauptscharführer le 1er avril 1935. Après avoir réussi les examens finaux, il est de nouveau promu au grade de SS-Standartenoberjunker en janvier 1936. Après avoir été promu au grade de SS-Obersturmführer en 1936 et SS-Hauptsturmführer en 1937 et avoir reçu une formation complémentaire à la Rasse und Siedlungshauptamt, il retourne à l'école de Braunschweig, où il devient instructeur, donne des cours d'armes, suivi d'une année d'enseignement à l'école des officiers SS de Bad Tölz jusqu'en mars 1939.
Début mars 1939, Franz Augsberger est muté au SS-Standarte Der Führer où il reste jusqu'au début août. Il est temporairement réaffecté à un commandement Allgemeine-SS à Villach avec le grade de SS-Sturmbannführer le 1er août 1939. Il est renvoyé à son affectation permanente au régiment Der Führer, où son grade Allgemeine-SS est changé en SS- Hauptsturmführer le 21 mars 1940, ce qui correspondrait à son grade dans la Waffen-SS.
Augsberger est nommé commandant d'un régiment dans la 6e division SS Nord. En mai 1942, il reçoit la Croix allemande en or. En octobre 1942, il est nommé commandant de la 3e brigade de volontaires SS estoniens. En 1944, la brigade est agrandie pour former la 20e division SS, Augsberger restant le commandant de l'unité. Augsberger commande la division pendant la longue retraite des forces allemandes sur le front de l'Est. Début mars, il reçoit la Croix de chevalier de la croix de fer du maréchal Ferdinand Schörner. Le 19 mars, il est tué au combat pendant la bataille de Prudnik à la suite de l'explosion d'une bombe dans la caserne de Neustadt, en Haute-Silésie.

## Décorations
- Croix allemande en or le 30 mai 1942 en tant que SS-Sturmbannführer dans le SS-Infanterie-Regiment 7 (motorisé)[2]
- Croix de chevalier de la croix de fer le 8 mars 1945 en tant que SS-Brigadeführer et Generalmajor de la Waffen-SS et commandant de la 20e Waffen-Grenadier-Division der SS (estnische Nr. 1)[3]